# Státní znak České republiky
Česká republika používá již od roku 1990 státní znak, který má dvě varianty: malý státní znak a velký státní znak. Jejich oficiální podoba je stanovena zákonem číslo 3/1993 Sb. přijatým 17. prosince 1992. Velký státní znak i malý státní znak patří mezi státní symboly České republiky, jejichž užívání upravuje zákon č. 352/2001 Sb (který nahradil původní vyhlášku 68/1990 Sb.).

## Velký státní znak
Velký státní znak tvoří čtvrcený štít. V prvním a čtvrtém poli je historický znak Čech – stříbrný dvouocasý lev ve skoku se zlatou zbrojí a zlatou korunou na červeném poli. Ve druhém poli se nachází znak Moravy – orlice stříbrno-červeně šachovaná se zlatou zbrojí a korunou na modrém poli (moravská orlice). Ve třetím poli je znak Slezska – černá orlice se stříbrným perisoniem (půlměsícového tvaru), uprostřed s křížkem, ukončeným trojlístky, se zlatou korunou a červenou zbrojí na zlatém podkladu.
Velký státní znak reprezentuje spojení všech historických zemí státu. Autorem návrhu i výtvarného provedení je heraldik Jiří Louda. Velký státní znak slouží k vnější reprezentaci státu a k označení budov, ve kterých sídlí orgány státní správy, státní úřady apod. Jeho originál je v tuto chvíli (od roku 2006) ztracen.

### Oficiální popis
Oficiální popis velkého státního znaku:
| „                                   | Velký státní znak tvoří čtvrcený štít, v jehož prvním a čtvrtém červeném poli je stříbrný dvouocasý lev ve skoku se zlatou korunou a zlatou zbrojí. Ve druhém modrém poli je stříbrno-červeně šachovaná orlice se zlatou korunou a zlatou zbrojí. Ve třetím zlatém poli je černá orlice se stříbrným půlměsícem zakončeným jetelovými trojlístky a uprostřed s křížkem, se zlatou korunou a červenou zbrojí. | “ |
| — Zákon č. 3/1993 Sb., § 2, odst. 1 | |   |

## Malý státní znak
Malý státní znak je tvořen štítem s červeným polem, na kterém je umístěn historický znak Čech: stříbrný dvouocasý lev ve skoku se zlatou zbrojí a zlatou korunou. Je malým státním znakem od roku 1990 nejprve jako znak České republiky v rámci ČSFR. Dnes je používán na místech, kde dochází k rozhodnutí ze státní moci. Např. na razítkách a pečetidlech úřadů státní správy a samosprávy nebo na cedulích označujících památné stromy. Roku 2023 byl schválen přechod na doménu gov.cz, kde jednotný design obsahoval modrobílý státní znak. Roku 2025 byl schválen jednotný červenobílý design.

### Oficiální popis
Oficiální popis malého státního znaku:
| „                                   | Malý státní znak tvoří červený štít, v němž je stříbrný dvouocasý lev ve skoku se zlatou korunou a zlatou zbrojí. | “ |
| — Zákon č. 3/1993 Sb., § 2, odst. 3 | |   |

## Dvouocasý lev
Český lev, původně jednoocasý, nahradil ve 12. století plamennou orlici sv. Václava. Druhý ocas byl ke lvu ve znaku přidán patrně jako odměna za pomoc, kterou poskytl císaři Přemysl Otakar I. v boji proti Sasům, přesvědčivým důkazem je však až pečeť, kterou používal Přemysl Otakar II. Heraldika však obecně chápe zdvojenost nepárových orgánů (ocas či hlava) erbovních zvířat jako znak mužského pohlaví vyobrazeného zvířete. Zdvojení se uplatňuje, není-li zjevné pohlaví. Lev má hřívu, tudíž není třeba dělat zdvojení.

## Galerie

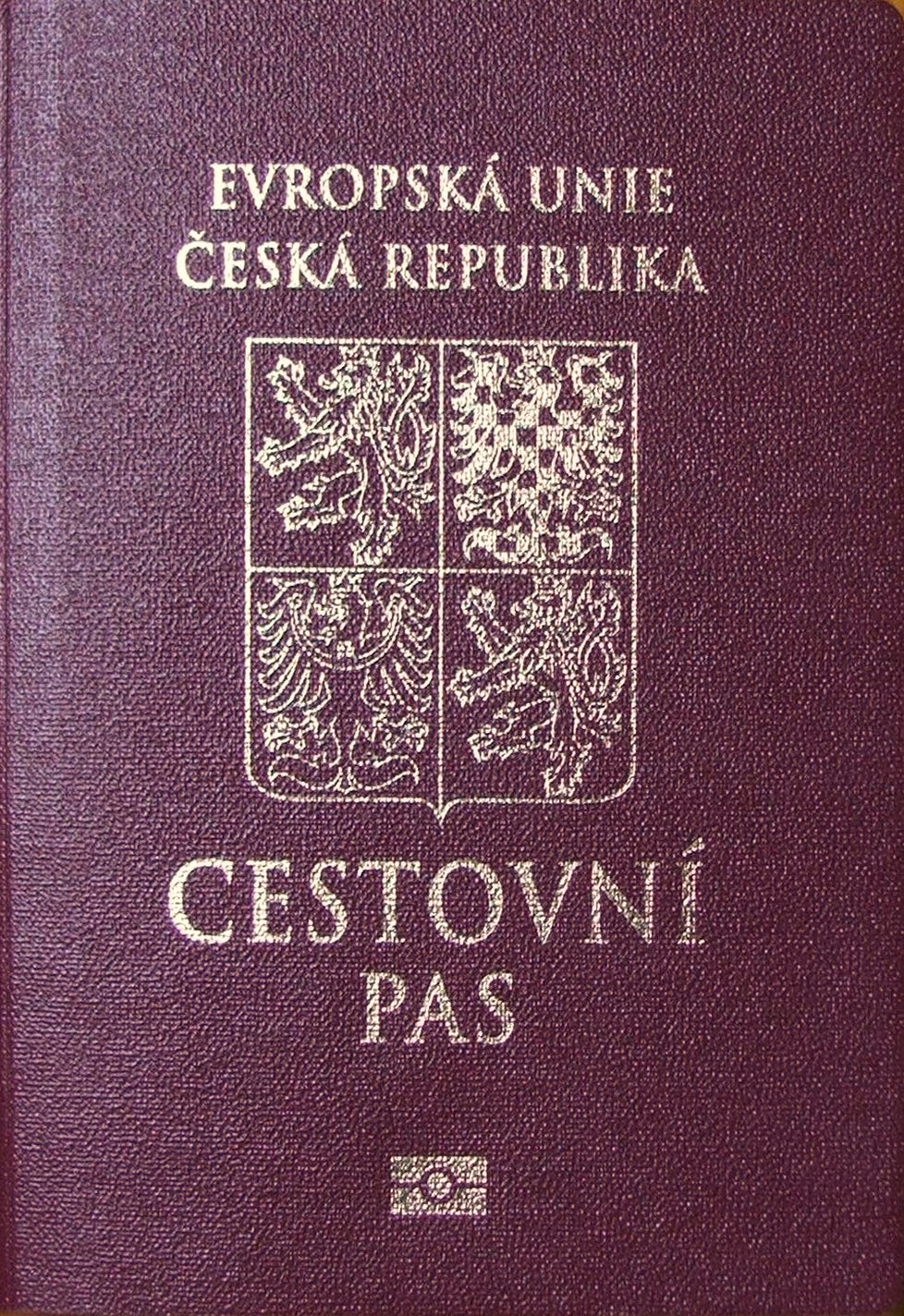
Státní znak na cestovním pase
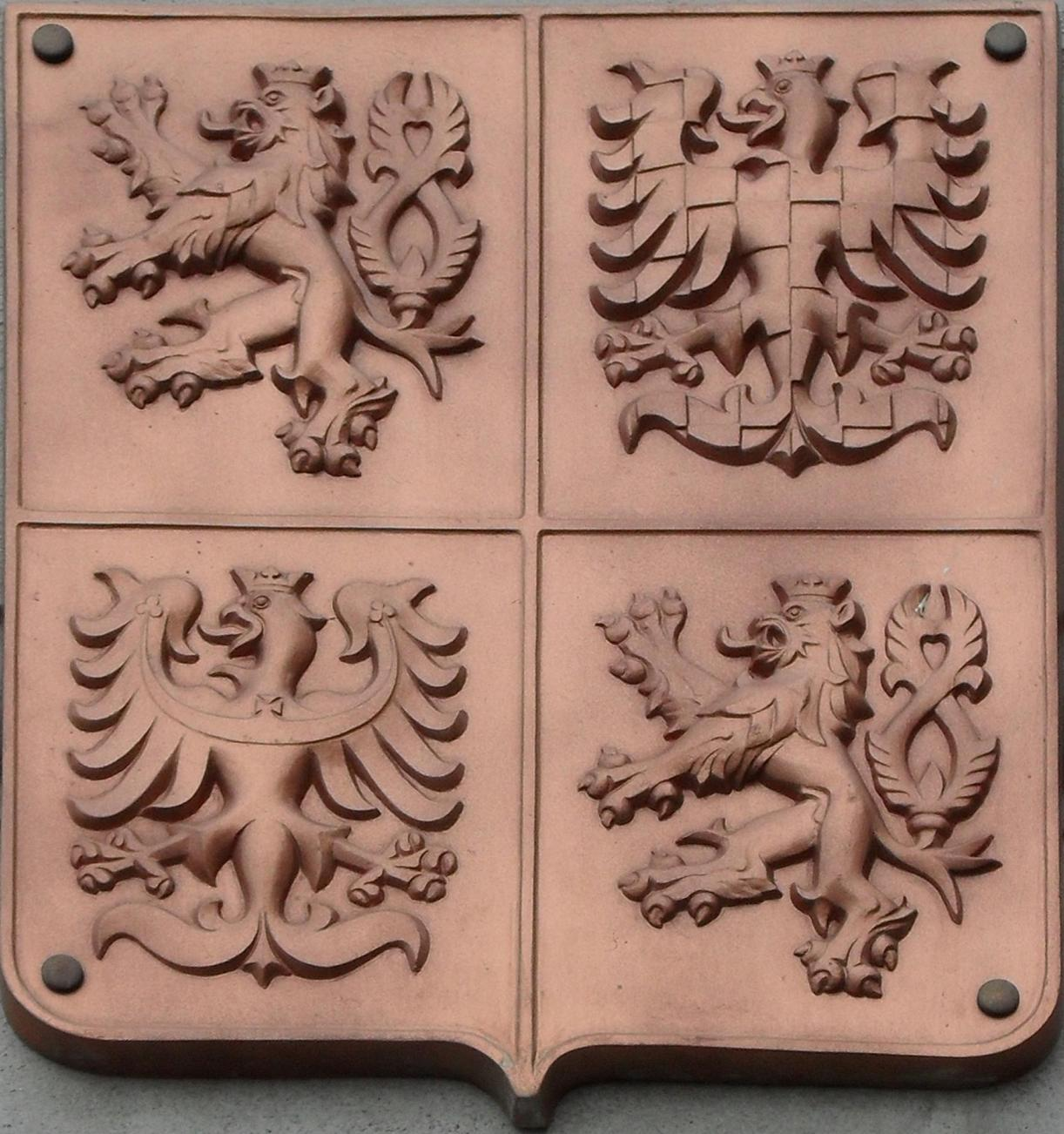
Měděný státní znak
Prezidentská verze
Malý státní znak České republiky v letech 1990–1992
Velký státní znak České republiky v letech 1990–1992